# Monts (Corse)
Pour les articles homonymes, voir Monts.
Les Monts désignent la chaîne de montagnes qui sépare l'île de Corse en deux parties appelées Deçà des Monts (actuelle Haute-Corse) et Delà des Monts (actuelle Corse-du-Sud). Depuis la presqu'île de Scandola jusqu'au cours de la Solenzara, les Monts coïncident sur la quasi-totalité de leur parcours avec la ligne de partage des eaux entre mer Tyrrhénienne (à l'est) et mer Méditerranée (à l'ouest) à travers les quatre massifs de haute montagne de l'île : Cinto, Rotondo, Renoso et Incudine.

## Définition
« Cette Isle est [divisée] en deux parties principales, dont l’une se nomme il di qua da i monti, c’est-à-dire, partie du Deçà des Monts, respectivement à Bastia capitale de toute l'Isle qui est dans cette partie, & l'autre il dila da i monti partie du Delà des Monts, dont Ajaccio est la capitale.

Ce que l'on appelle les Monts, est une espèce de chaîne de montagnes beaucoup plus élevées que toutes les autres dont l'Isle est couverte, & qui règne sur une étendue de pays d'environ 10 lieues depuis la pointe du petit golfe de Porto dans la juridiction de Vico jusqu’à la tour de Solenzara, à l’extrémité de celle de Porto Vecchio traversant l'Isle dans sa plus grande largeur. »

— Goury De Champgrand in Histoire de l'isle de Corse

## Principaux sommets
Les Monts comptent notamment les sommets suivants :
- Capu a a Ghiallichiccia (1 619 m) ;
- Capu a e Ghiarghiole (2 105 m) ;
- Cimatella (2 101 m) ;
- Punta alle Porte (2 313 m) ;
- Maniccia (antécime ouest : 2 425 m) ;
- Pointe Migliarello (2 254 m) ;
- Punta dell'Oriente (2 112 m) ;
- Monte Renoso (2 352 m) ;
- Punta Scaldasole (2 101 m) ;
- Punta della Cappella (2 041 m) ;
- Monte Formicula (1 981 m) ;
- Monte Incudine (2 134 m) ;
- Punta Muvrareccia (1 899 m).